# 2024년 하계 올림픽 북마케도니아 선수단
2024년 하계 올림픽 북마케도니아 선수단은 2024년 7월 26일부터 8월 11일까지 프랑스 파리에서 열린 2024년 하계 올림픽에 참가한 올림픽 북마케도니아 선수단이다.
이는 북마케도니아가 하계 올림픽에 8회 연속 출전하는 기록이다. 그 중 6개 대회는 마케도니아(Macedonia) 또는 마케도니아 공화국(Republic of Macedonia)이라는 이름으로 경쟁했으며, 이번 대회는 해당 국가가 새 이름으로 경쟁하는 두 번째 올림픽(첫 번째는 2022년 동계 올림픽)이 된다.

## 출전 선수
| 종목   | 남자 | 여자 | 전체 |
| ------ | ---- | ---- | ---- |
| 레슬링 | 1    | 0    | 1    |
| 사격   | 0    | 1    | 1    |
| 수영   | 1    | 1    | 2    |
| 유도   | 1    | 0    | 1    |
| 육상   | 1    | 0    | 1    |
| 태권도 | 0    | 1    | 1    |
| 전체   | 4    | 3    | 7    |

## 매달 집계
| 종목 | 1 | 2 | 3 | 합계 |
| 종목 | ' | ' | ' | '    |
| 종목 | ' | ' | ' | '    |
| 종목 | ' | ' | ' | '    |
| 합계 | ' | ' | ' | '    |

## 같이 보기
- 2024년 하계 올림픽